# Lise Fleuron
Pour les articles homonymes, voir Fleuron.
Marguerite Rauscher dite Lise Fleuron, née le 1er décembre 1874 dans le 6e arrondissement de Paris
et morte le 27 février 1960 à Enghien-les-Bains, est une artiste de music-hall de la Belle Époque. 
Elle était connue à l'époque pour ses robes fleuries et ses décolletés plongeants.

## Biographie
Marguerite Marie Rauscher est la fille de Sébastien Rauscher, tailleur, un Alsacien, installé à Paris en 1865 et qui opte pour la nationalité française en 1872, et d'Ernestine Lomprey. Elle est la sœur de Méaty, également artiste de music-hall,. 
Elle a un fils, de père inconnu, le 22 septembre 1893, qui décède à l'âge de 4 mois. À cette époque, elle est modiste et vit chez son oncle et sa tante, concierges, rue d'Hauteville.
Elle se marie avec Dufleuve, auteur et chanteur, à Paris le 1er octobre 1908 et devient donc la belle-sœur de la chanteuse Polaire.

## Carrière
Lise Fleuron fait ses premiers pas sur scène à Montmartre, puis dans un music-hall parisien, en 1895, dans la revue La Lune à un mètre de Paul Burani au Concert Européen et chante au Café des Ambassadeurs des chansons comme Baisers-polka, Embrasse moi, Les Ouvrières, Le Trottin parisien,, La Fête de Choisy et dans la Revue des Demi-Vierges de Jean Darc et Deransart. Elle chante, dans l'opérette, Le Bain de Monsieur d'Octave Pradels à l'Eldorado.
En 1896, elle joue dans Le Royaume des Femmes, opérette à grand spectacle d'Ernest Blum et Paul Ferrier, d'après Cogniard et Raoul Toché , musique de Gaston Serpette, à l'Eldorado,; Au Café des Ambassadeurs, dans la Revue blanche de Lucien Delormel et Armand Numès ,; puis passe à la Scala dans la revue A nous les femmes ! de P.-L. Flers, et dans la Reine des Reines. 
En 1897, elle tient le rôle du Compère dans la revue Paris-Automaboul de Paul Gavault et Victor de Cottens aux Ambassadeurs,; dans la revue Cocher, rue Boudreau...! de Gavault et de Cottens,  à l'Athénée-Comique; dans Au chat qui pelote de Jules Oudot, Gorsse et Vasseur à La Scala. 
En 1898, elle passe à l'Alcazar d'été dans la revue A l'Alcazar de la Fourchette d'Eugène Héros; à La Cigale dans la revue Pour qui votait-on ? d'Henri Fursy. 
Elle continue à se produire au Café des Ambassadeurs et à l'Alcazar d'été;  Fin 1898, début 1899, elle joue dans la nouvelle version de La Poudre de Perlimpinpin, féerie des frères Cogniard, adaptée par Ernest Blum et Pierre Decourcelle, au théâtre du Châtelet.
En 1900, elle est à La Scala dans le rôle de  la commère Chochotte, en remplacement de Nine Derieux,  dans la revue Paris Boycotté d'Eugène Héros et Charles Mougel et dans  Madame s'enchaine de Giai et Petit-Mangin, ; en 1901, à  La Scala dans Enfin, seuls ! de Gauvault et Héros; à l'Alcazar d'été dans Fleurissez vous Mesdames ! de Gauvault et Héros; dans la Revue de La Scala de Gauvault et Héros.
En 1902, elle résilie son engagement avec les Ambassadeurs. Elle se produit à la Scala.
En 1904, elle chante le rôle de la pierreuse dans Le Néophyte, un opéra bouffe, de Bonis de la Charancle et Émile Bonnamy, à la Gaité-Rochechouart,,,.
En 1906, elle apparait à l'affiche dans la revue du théâtre Marigny, et dans la revue Viens-tu Chéri ! au Parisiana; en 1907 dans la Revue merveilleuse de Charles Quinel et Henri Moreau à l'Olympia; dans l'opérette La Belle de New-York de Paul Gavault et Gustave Kerer à l'Olympia,.
En 1908, elle est dans La Revue Joyeuse de Quinel et Moreau à l'Olympia, et le rôle de la commère dans la revue du Nouveau-Cirque d'Émile Codey et Trébla,,.
En 1914, elle passe dans la Revue de l'Amour de Quinel , Moreau et Lachaume aux Folies Bergère.
En 1916, elle chante pour le théâtre aux armées à Pont-sur-Meuse avec son mari qui est mobilisé dans la région.

## Iconographie

Affiche pour un spectacle à L'Eldorado (1900) par Louis Lucien Faure-Dujarric.

Lise Fleuron figure, dans le premier fascicule illustré, dans la série intitulée Les Reines de Paris chez elles, publiée en 1898, aux côtés des artistes, des reines de beauté et des demi-mondaines : Clémence de Pibrac, Albany Debriège, Cléo de Mérode, Liane de Pougy, Émilienne d'Alençon Ce qui montre une frontière floue entre cabaret et demi-monde.
Elle sert aussi de modèle pour des cartes postales érotiques de l'époque.

La Librairie Nilsson publient en 1898, le roman-photo, Les amours de Don Juan, de Clément Rochel et Edmond Lepelletier. Les auteurs présentent dans l'introduction, les deux héroïnes principales :

« Dans ce livre des Amours de Don Juan, nous avons fait appel, pour l’illustration photographique, à Mme Lise Fleuron, exquise et charmante artiste dont tout Paris raffole en ce moment, et à Mlle Diéterle, dont la plastique et le talent sont applaudis chaque soir au théâtre des Variétés. Toutes deux ont bien voulu incarner les deux principaux personnages du roman : la première pour Dona Elvire, la seconde pour Dona Anna. »